# هابلوت
هابلوت، (به انگلیسی: Hublot) یک شرکت ساعت ساز لوکس سوئیسی است، که دفتر مرکزی آن در شهر نیون مستقر می‌باشد.

## تاریخچه
کارلو کروکو ساعت سازی بریل را که زیرمجموعه شرکت ایتالیایی بیندا گروپ می‌باشد، در سال ۱۹۷۶ ترک کرد تا شرکت ساعت سازی خود را تأسیس کند. سپس به ژنو سوئیس، نقل مکان کرد و شرکت «ام دی ام ژنو» را تأسیس نمود و شروع به ساخت ساعت‌هایی تحت برند هابلوتکرد.
ساعت‌هایی که او ساخت، اولین ساعت‌هایی بودند که جنس تسمه آن‌ها لاستیک طبیعی بود. سه سال طول کشید تا او این تسمه‌ها را بسازد. هر چند در ابتدا این برند مقبولیت کمی داشت اما توانست در سال اول ۲ میلیون دلار درآمد کسب کند.

### دوران مدیریت ژان کلود بیور
ژان کلود بیور تا سال ۲۰۰۳ ریاست ساعت سازی امگا که شاخه‌ای از شرکت سواچ بود را بر عهده داشت. کروکو او را در سال ۲۰۰۴ ملاقات نمود و او را به سمت مدیر عاملی هابلوت برگزید. پس از شروع دوران ریاست بیور، کرونومتر‌های سری بیگ بنگ هابلوت عرضه شد که در سال اول رشد فروش سه برابری را تجربه کرد.

### تصاحب توسط لوئی ویتون-موئت-هنسی
در آوریل سال ۲۰۰۸، بزرگترین شرکت تولیدکننده کالاهای لوکس یعنی ال و ام هاش هابلوت را از مؤسس آن، کارلو کروکو، تحت قیمتی نامعلوم خریداری نمود.

## حامی مالی

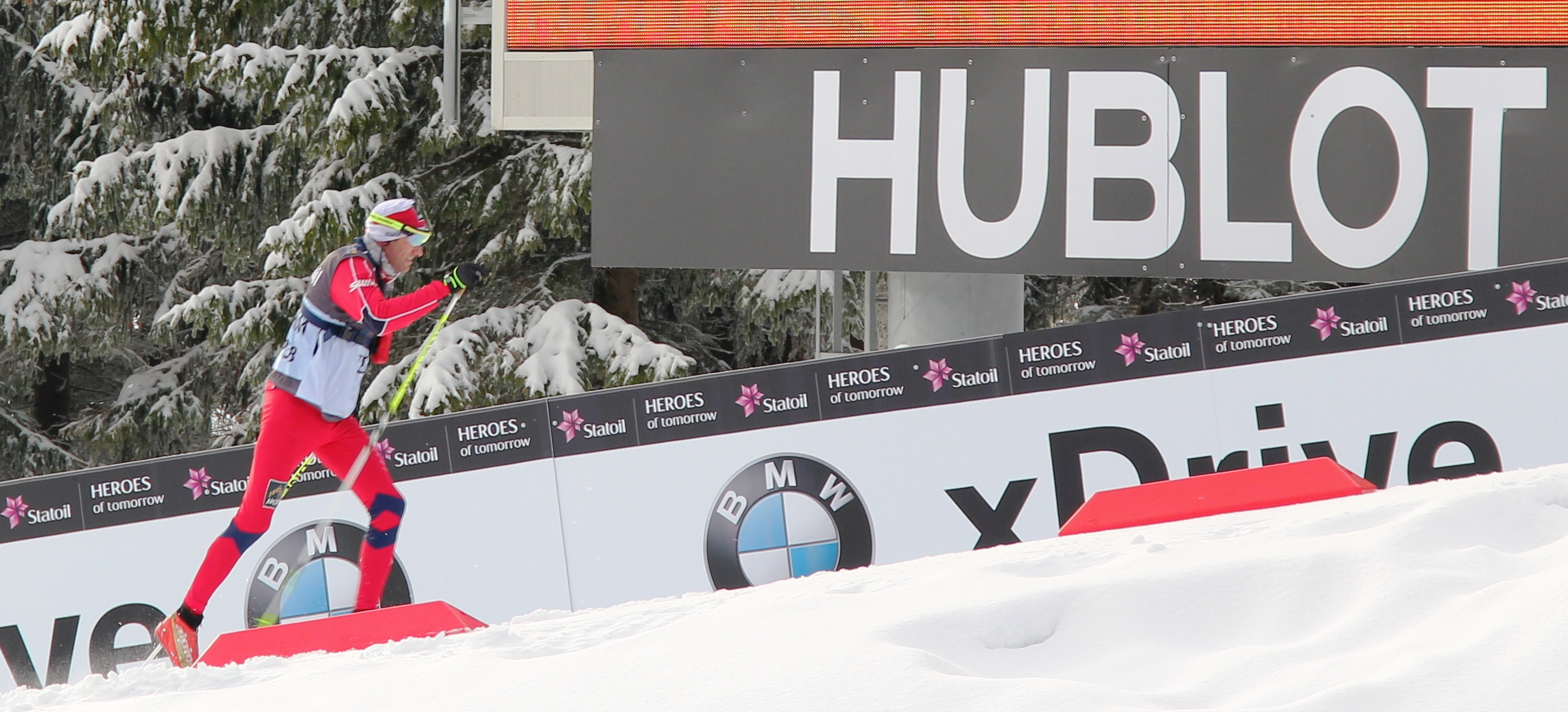
مسابقات اسکی در اسلو.

هابلوت برای تثبیت جایگاه خود، در سال ۲۰۰۸، طی قراردادی به ارزش چهار میلیون دلار جزء اسپانسرهای باشگاه منچستریونایتد شد.
هابلوت همچنین اسپانسر باشگاه‌های بایرن مونیخ، پاری سن ژرمن، یوونتوس و چلسی نیز می‌باشد.
هابلوت تأمین کننده رسمی ساعت‌های مورد استفاده در بازی‌های جام ملت‌های اروپا ۲۰۰۸، جام ملت‌های اروپا ۲۰۱۲، جام ملت‌های اروپا ۲۰۱۶ و جام جهانی فوتبال ۲۰۱۰، جام جهانی فوتبال ۲۰۱۴، 
جام جهانی فوتبال ۲۰۱۸  و تمامی مسابقات فرمولا وان می‌باشد.

## تبلیغ کنندگان
در افتتاحیه اولین شعبه هابلوت چین در پکن، بیور جت لی را به عنوان اولین مبلغ آسیایی هابلوت معرفی کرد. از دیگر مبلغان این برند، فوتبالیست قدیمی دیگو مارادونا و سریع‌ترین مرد جهان اوسین بولت می‌باشند.